# Domingo Pascual
Domingo Pascual (Torrecilla en Cameros / Almoguera ? - Toledo, 2 de junio de 1262) fue un eclesiástico castellano, canónigo, deán y chantre de la catedral de Toledo durante el arzobispado de Rodrigo Jiménez de Rada, a quien sucedió como arzobispo y primado, aunque no llegó a recibir la consagración por haber muerto sólo tres meses después de su elección.
Sin menoscabo de su posición en la jerarquía eclesiástica, en la historia de España es más conocido por su participación en la batalla de Las Navas de Tolosa de 1212, donde todavía como canónigo, fue el portador de la cruz primacial, con la que atravesó las filas sarracenas sin sufrir daño alguno, hecho que posteriormente sería calificado de milagroso.
| Predecesor: Sancho de Castilla | Arzobispo de Toledo (electo) 2 de marzo - 2 de junio de 1262 | Sucesor: Sancho de Aragón |